# Gothic (computerspel)
Gothic is een computerspel ontwikkeld door Piranha Bytes en uitgegeven door Shoebox voor Windows. Het actierollenspel (ARPG) is uitgekomen in Duitsland op 15 maart 2001, in Europa op 30 oktober 2001 en in de VS op 23 november 2001.

## Verhaal
Koning Rhobart II leidt het koninkrijk van Myrtana. Hij slaagde erin het te behoeden voor alle gevaren behalve invasies van de Orcs. Om zijn strijd tegen deze Orcs voort te zetten en wapens te smeden om zijn krijgers uit te rusten, heeft hij dringend behoefte aan ijzererts. Elke veroordeelde, zelfs voor de kleinste overtreding, is veroordeeld tot dwangarbeid in de mijnen van het koninkrijk. Om elke ontsnapping te voorkomen, beveelt de koning de oprichting van een magische barrière rond het mijncomplex.
Helaas ontstaat er een probleem tijdens het ontwerp van de magische barrière en is het mijncomplex volledig afgesneden van het koninkrijk. Het is altijd mogelijk om mensen en goederen naar het mijncomplex te sturen en er zendingen ijzererts van te ontvangen. Het is echter niet langer mogelijk voor mensen die er wonen om het mijncomplex te verlaten. Gebruikmakend van de situatie, nemen de veroordeelden de macht over en creëren ze effectief een mijnkolonie. Koning Rhobart wordt gedwongen om te onderhandelen met de nieuwe leiders van de kolonie en stuurt hen alle goederen die ze vragen in ruil voor ladingen van het kostbare mineraal.
In deze context wordt de held van het spel schuldig bevonden en naar de mijnkolonie gestuurd. Voordat hij deze binnengaat, ontvangt hij een verzegelde brief met de taak deze af te leveren bij de vuurmagiërs. Ongewapend en onbeschermd wordt de held geconfronteerd met de gevaren van de kolonie.

## Spel
In het spel moet het hoofdpersonage opdrachten voltooien om ervaringspunten te verzamelen. Deze punten kunnen vervolgens gebruikt worden om het personage sterker te maken en nieuwe technieken te leren. Afhankelijk van de gekozen klasse zijn er een of meerdere ervaringsniveaus. Het spel richt zich op de interactie met de omgeving. Zo verkrijgt de speler rauw vlees als hij jaagt op wilde dieren. Het rauwe vlees kan ook worden gestoofd of gebakken, waarmee de genezende werking toeneemt.

## Personages
- Naamloze protagonist, hoofdpersoon in het spel
- Diego, een van de leiders van het oude kamp
- Gorn, een huurling in het nieuwe kamp
- Milten, een jonge magiër uit het oude kamp
- Lester, een beginneling uit het moeraskamp
- Xardas, voormalig magiër, vervulde een grote rol bij de barrière
- De slaper, aartsdemoon die door Orcs is aangeroepen als strijder
- Y'Berion, leider van het moeraskamp
- Cor Kalom, de tweede meest machtige man in het moeraskamp
- Lee, leider van de huurlingen in het nieuwe kamp
- Lares, is de leider van de bandieten in het nieuwe kamp
- Mud, blijft de hoofdpersoon achtervolgen overal waar hij komt
- Cor Angar, is de leider van de Tempeliers in het moeraskamp
- Thorus, de leider van de bewakers in het oude kamp
- Gomez, de hoogste aartsbaron en leider van het oude kamp
- Saturas, is een watermagiër en leider van het nieuwe kamp
- Ian, de leider van de oude mijn waar magisch erts wordt gedolven

## Ontvangst
| Recensiescore                         | Recensiescore |
| Recensieverzamelaar                   | Score         |
| ------------------------------------- | ------------- |
| Metacritic                            | 81%           |
| Publicist                             | Score         |
| Eurogamer                             | 8             |
| GameSpot                              | 7,2           |
| GameSpy                               | 4/5           |
| IGN                                   | 8,6           |
| PC Gamer (VS)                         | 75%           |
| Award(s)                              |               |
| Avonturenspel van het jaar (GameStar) |               |

Gothic werd ontvangen met positieve recensies. Men prees het verhaal, de complexe interactie met andere personages in het spel en de graphics. Kritiek was er op de ingewikkelde spelbesturing en de hoge systeemeisen.
Op aggregatiewebsite Metacritic heeft het spel een verzamelde score van 81%.

## Remake
Op 13 december 2019 bracht uitgever THQ Nordic, die eerder ontwikkelaar en rechthebbende Piranha Bytes kocht, een gameplay-demo uit van een remake van Gothic. Met deze demo, die door THQ Nordic Barcelona is ontwikkeld, wilde men de reactie van spelers testen. Het prototype is gebaseerd op de Unreal Engine 4, en kan worden gedownload op Steam als men een spel van Piranha Bytes bezit.